# 물파리
물파리는 집파리과의 동물이다. 학명은 "Lispe orientalis"로 1824년 독일학자 루돌프 빌헬름 비데만이 명명했다. 계곡이나 바닷가 등 물가에 서식하며 작은 곤충을 먹이로 삼는다. 한국, 중국, 일본, 인도 등 아시아에 널리 분포한다.